# Bill Nighy
William Francis Nighy (Caterham, Surrey, 12 de dezembro de 1949), mais conhecido por Bill Nighy é um ator e dublador britânico. Conhecido por seu trabalho no cinema, televisão e no teatro, ele recebeu inúmeros prêmios, incluindo dois BAFTAs, um Globo de Ouro e indicações ao Oscar e ao Tony.
Nighy começou sua carreira no Everyman Theatre, em Liverpool, e fez sua estreia em Londres no Royal National Theatre, começando com a peça The Illuminatus! em 1977. Lá, ele foi aclamado por seus papéis em Pravda (1985), Betrayal (1991), Arcadia (1993) e The Seagull (1994). Recebeu uma nomeação ao prêmio Laurence Olivier de melhor ator por sua atuação em Blue/Orange em 2001. Ele fez sua estreia na Broadway em The Vertical Hour (2006), e, em 2015, foi indicado em Tony de melhor ator em uma peça.
O ator iniciou seus trabalhos no cinema no fim dos anos de 1970 e no decorrer da década seguinte. Posteriormente, apareceu em Still Crazy (1998) e Blow Dry (1999), antes de ter seu papel de destaque em Love Actually (2003), que lhe rendeu o BAFTA de Melhor Ator Coadjuvante. Ele logo ganhou reconhecimento por interpretar Davy Jones na série de filmes Piratas do Caribe (2006-2007) e Viktor na franquia Underworld (2003-2009). Outros filmes incluem Shaun of the Dead (2004), The Hitchhiker's Guide to the Galaxy (2005),  The Constant Gardener (2005), Notes on a Scandal (2006), Hot Fuzz (2007), Valkyrie (2008), Harry Potter and the Deathly Hallows – Part 1 (2010), The Best Exotic Marigold Hotel (2012), About Time (2013), Emma (2020) e Living (2022); este último rendeu-lhe sua primeira indicação ao Oscar, na categoria de Melhor Ator.
É portador da Contratura de Dupuytren, moléstia hereditária que causa-lhe a contração dos dedos das mãos.

## Filmografia
- 2022 - Living
- 2020 - Emma
- 2019 - StarDog and TurboCat
- 2019 - Pokémon: Detetive Pikachu
- 2017- Pirates of the Caribbean: Dead Men Tell No Tales (Davy Jones na Cena pós Créditos)
- 2014 - Caribe: a trajetória de worricker
- 2014 - Frankenstein: entre anjos e demônios
- 2013 - Questão de Tempo - James Lake
- 2012 - O Vingador do Futuro - Matthias Lair
- 2012 - Fúria de Titãs 2
- 2011 - The Best Exotic Marigold Hotel - Douglas Ainslie
- 2011 - Rango - (Jake Cascavel)
- 2011 -  Matador em Perigo - (Wild Target)
- 2011 - A Oitava Página (2011) Page Eight (original title)
- 2010 - Harry Potter and the Deathly Hallows – Part 1
- 2010 - The Chronicles of Narnia: The Voyage of the Dawn Treader
- 2009 - Astro Boy (Astro Boy)
- 2009 - The Boat That Rocked (O Barco do Rock, Os Piratas do Rock)
- 2009 - Força G (G-Force)
- 2009 - Anjos da Noite 3 - A Rebelião (Underworld: Rise of the Lycans)
- 2008 - Operação Valquíria (Valkyrie)
- 2008 - Slapper
- 2008 - Kis vuk (voz)
- 2007 - Pirates of the Caribbean: At World's End como Davy Jones
- 2007 - Chumbo Grosso (Hot Fuzz)
- 2006 - Pirates of the Caribbean: Dead Man's Chest como Davy Jones
- 2006 - Diário de um Escândalo (Notes on a Scandal)
- 2006 - Por Água Abaixo (Flushed Away)
- 2006 - Alex Rider Contra o Tempo (Stormbreaker)
- 2006 - Anjos da Noite - A Evolução (Underworld: Evolution)
- 2005 - A Filha de Gideon (Gideon's Daughter)
- 2005 - O Jardineiro Fiel (filme) (The Constant Gardener (filme))
- 2005 - A Garota da Cafeteria (The Girl in the Café)
- 2005 - O Guia do Mochileiro das Galáxias (The Hitchhiker's Guide to the Galaxy)
- 2005 - Pollux, le manège enchanté (voz)
- 2004 - Amor Para Sempre (Enduring Love)
- 2004 - He knew he was right (TV)
- 2004 - Todo Mundo Quase Morto (Shaun of the Dead)
- 2003 - Anjos da Noite (Underworld)
- 2003 - Life beyond the box: Norman Stanley Fletcher (TV)
- 2003 - Young visiters, The (TV)
- 2003 - Simplesmente Amor (Love Actually)
- 2003 - State of Play (TV)
- 2003 - Lost prince, The (TV)
- 2003 - I capture the castle
- 2003 - Ready when you are Mr. McGill (TV)
- 2002 - Inspector Lynley mysteries: Well schooled in murder, The (TV)
- 2002 - AKA
- 2001 - Um Golpe de Sorte (Lucky Break)
- 2001 - Coração sem lei (Lawless Heart)
- 2001 - Blow dry
- 2000 - Longitude (TV)
- 2000 - Magic of Vincent, The (curta-metragem)
- 1999 - Guess house paradiso
- 1998 - Ainda muito loucos (Still Crazy)
- 1997 - O encanto das fadas (FairyTale: A true story)
- 1996 - True blue
- 1996 - Indian summer
- 1993 - Maitlands, The (TV)
- 1993 - Don't leave me this way (TV)
- 1993 - Segredos da Vida (Being Human)
- 1992 - A masculine ending (TV)
- 1991 - Antonia e Jane (Antonia and Jane)
- 1991 - Absolute hell (TV)
- 1989 - O príncipe dos mendigos (Mack the knife)
- 1989 - O Fantasma da Ópera - O Filme (The Phantom of the Opera)
- 1985 - Thirteen at Dinner (TV)
- 1985 - Hitler's S.S.: Portrait in evil (TV)
- 1985 - Last place on Earth, The (TV)
- 1984 - A Garota do Tambor (filme) (The Little Drummer Girl (filme))
- 1983 - Reilly: The ace of spies (TV)
- 1983 - rosa (Cruise of the pink panther)
- 1982 - Easter 2016 (TV)
- 1981 - O buraco na agulha (Eye of the needle)
- 1980 - Little Lord Fauntleroy
- 1979 - Bitch, The

## Premiações
Globo de Ouro
- 1 vez eleito Melhor Ator em Mini-série/Filme para TV (A Filha de Gideon): 2005
- 1 vez indicado Melhor Ator em Filme de Drama (Living): 2023

BAFTA
- 1 vez eleito Melhor Ator Coadjuvante (Simplesmente Amor): 2003
- 1 vez indicado a Melhor Ator (Living): 2023

MTV Movie Awards
- 1 vez indicado a Melhor Vilão (Piratas do Caribe: O Baú da Morte): 2006

Critics' Choice Awards
- 1 vez indicado a Melhor Ator (Living): 2023